# Gel des droits de scolarité
Le gel des droits de scolarité est une politique gouvernementale qui interdit toute hausse des droits de scolarité dans les institutions postsecondaires (cégeps, collèges et universités). Cette politique a été en vigueur au Québec de 1994 à 2007.
Pour certains[Qui ?], le gel des droits de scolarité a pour objectif l'atteinte graduelle de la gratuité scolaire, en vue d’augmenter l'accessibilité aux études et la réalisation du droit à l'éducation tel que défini dans le Pacte international relatif aux droits économiques, sociaux et culturels.